# Lucy Bradshaw (conceptrice)
Lucy Bradshaw est une productrice de jeux vidéo américaine. Elle est l'ancienne vice-présidente et directrice générale de Maxis, filiale d'Electronic Arts,.

## Biographie
Lucy Bradshaw a travaillé chez LucasArts et Activision avant de passer à Electronic Arts en 1997. Peu de temps après, Electronic Arts a acquis Maxis, et Bradshaw est devenue productrice exécutif sur SimCity 3000.
Bradshaw est devenu la première vice-présidente de Maxis en 2013, après avoir servi comme directrice générale. Bradshaw a supervisé le développement de SimCity, des Sims et Spore,. Elle fait face à plusieurs controverses en raison de problèmes techniques avec l'édition 2013 de SimCity,.
En 2010, Fast Company nommé Bradshaw comme l'une des femmes les plus influentes de la technologie. En 2013, Fortune a nommé Bradshaw comme l'une des 10 femmes les plus puissantes dans le monde du jeu vidéo.
Bradshaw quitte Electronic Arts en 2015. À la suite de son départ, elle a rejoint l'équipe du Social VR de Facebook. Son ancienne collègue Rachel Franklin, qui avait pris la place de Bradshaw à Maxis, est devenu chef de l'équipe Social VR en 2016.